# Tmarus caeruleus
Tmarus caeruleus là một loài nhện trong họ Thomisidae.
Loài này thuộc chi Tmarus. Tmarus caeruleus được Eugen von Keyserling miêu tả năm 1880.